# Ewa Panufnik-Dworska
Ewa Panufnik-Dworska (ur. 1936 w Warszawie) – polska artystka zajmująca się rzeźbą, ceramiką i rysunkiem.

## Życiorys
Studiowała na Wydziale Ceramiki w Państwowej Wyższej Szkole Sztuk Plastycznych we Wrocławiu, w 1963 r. uzyskała dyplom w pracowni prof. Julii Kotarbińskiej.
Matka artystki, Maria, zmarła w wyniku gruźlicy w 1943 r., a rok później w bombardowaniu zajmowanego przez rodzinę warszawskiego mieszkania zginął jej ojciec, Mirosław Panufnik. Osieroconą w wieku siedmiu lat Ewą Panufnik opiekowali się początkowo rodzice ojca, skrzypaczka Matylda (z d. Thonnes) i lutnik Tomasz Panufnik. Po śmierci babci dziewczynka została jednak skierowana pod opiekę sióstr Urszulanek do Krakowa. Ponieważ nie czuła się tam dobrze, ostatecznie przyjęła ją do siebie mieszkająca na wsi rodzina matki.
Brat jej ojca, znany i ceniony kompozytor Andrzej Panufnik, wspierał ją materialnie, także po swojej emigracji z Polski, gdy Ewa była już studentką. Jak w liście do kompozytora raportował jego kolega Zygmunt Mycielski: „na swojej szkole (tej ceramice) doskonale sobie radzi we Wrocławiu […] Bardzo dobrze wychowana – jej świeżość i pewien prowincjonalizm jest w najlepszym stylu”.
Jej mężem jest rzeźbiarz Jacek Dworski, a synem rzeźbiarz Mateusz Dworski. Jej szwagierką (najstarszą siostrą męża) była artystka Ewa Dworska-Kopycińska.
Mieszka i tworzy we Wrocławiu.

## Twórczość
Ewa Panufnik-Dworska zajmowała się początkowo ceramiką, a następnie rzeźbą ceramiczną. W swoich pracach rysunkowych używała też technik malarskich, stosując gwasze, akwarele czy pastele.
Artystka przekraczała granice dyscyplin, z pola ceramiki wchodząc w przestrzeń rzeźbiarstwa, choć pozostając przy znanych sobie materiałach i technikach. Jak zauważył Zbigniew Makarewicz: „Pozostała ona przy ceramicznym tworzywie i realizuje w nim cykl subtelnie modelowanych głów, skojarzonych z różnymi formami naturalnymi, jak np. muszle. Klimat tych kameralnych dzieł ma w sobie coś z pozbawionego drapieżności surrealizmu”.
Jak pisze Zofia Gebhard, artystka studiuje „cudowność rzeczy drobnych”:
to może być muszla, gałąź, ptak na gałęzi, chmura nad ptakiem na gałęzi, gest czułości emanujący z przytulenia dwóch głów. Ewa swoją sztuką opowiada właśnie o tej cudowności świata, studiuje jej przejawy, drąży istotę i to w rzeczach najmniejszych – strzępach, skrawkach, ułamkach, gdzie ona kumuluje się i intensyfikuje.
Twórczość Panufnik-Dworskiej sytuuje w tradycji tzw. dawnych mistrzów, dążących do mocy i klarowności przekazu artystycznego poprzez doskonałość warsztatową, a nie eksperymenty czy poszukiwanie nowych form wypowiedzi. W jej pracach wskazuje na takie walory, jak harmonia, proporcja, doskonałość kompozycyjna, piękno czy transcendentalność – „przynależność do Kosmosu, gdzie wszystko ma swoją miarę i wagę, i miejsce, i sens”.
Omawiając figuratywne prace rzeźbiarskie artystki Paweł Miszewski podkreślał ich techniczną doskonałość i pozbawioną patosu prostotę oraz miękki modelunek kontrastujący z brutalnością użytego materiału. Przedstawienia to, zdaniem autora, wywodzące się z różnych kultur połączenia „rytualnych masek z wizerunkami słowiańskich bożków”. Natomiast późniejsze prace Panufnik-Dworskiej określił jako „popiersia renesansowych postaci, przyozdobionych rozbudowanymi, często surrealistycznymi nakryciami głowy”.
Rysunki artystki to zdaniem Miszewskiego nie tyle szkice do ceramiki, co odrębne prace pogłębiające przestrzeń wykreowanego przez twórczynię surrealistycznego świata – „jakby zszarzałe renesansowe freski, gdzie postaci przenikają się nawzajem, pokonują lustro wody, oddychają czystym powietrzem, otwartą przestrzenią delikatnie zarysowanego pejzażu”.

### Wybrane wystawy indywidualne
- 2018 – Dworscy (Jacek Dworski, Ewa Panufnik-Dworska, Mateusz Dworski), Galeria Neon, Akademia Sztuk Pięknych im. Eugeniusza Gepperta we Wrocławiu[8],
- 2000 – Rzeźba i rysunek, Zakład Narodowy im. Ossolińskich, Wrocław,
- 1990 – Ujęcia (Ewa Panufnik-Dworska, Jacek Dworski, Ewa Dworska-Kopycińska), BWA Wrocław,
- 1980 – Rysunek i rzeźba, Galeria Spojrzenia, Wrocław[1][9].

### Wybrane wystawy zbiorowe
- 2006 – Wieżowce Wrocławia. Wystawa dorobku twórczego PWSSP – ASP 1946-2006, Muzeum Narodowe we Wrocławiu,
- 2001 – Ciąg Dalszy. Ceramika, Wrocław,
- 1999 – Rysunek, grafika, Galeria Na Odwachu, Wrocław,
- 1999 – Prace na papierze, malarstwo, gwasz, technika mieszana, towarzysząca Raportowi o Rozwoju Społecznym – Polska '99 pod auspicjami ONZ, Muzeum Ptaków Wilanów,
- 1997 – Źródła Wolności, Galeria W Pasażu, Wrocław,
- 1997 – III Biennale Małych Form Malarskich, Toruń,
- 1997 – II Triennale Autoportretu, Radom,
- 1996 – Świat sztuki Ewy i Jacka Dworskich. Muzeum Medalierskie, Wrocław,
- 1992 – Kontynuacje, Wrocław,
- 1990 – PWSSP we Wrocławiu 1946-1990, CBWA „Zachęta”, Warszawa,
- 1988 – Okręgowa Wystawa Plastyki 88, Wrocław,
- 1986 – I Triennale Rysunku, pod patronatem Tadeusza Kupisiewicza, Kalisz,
- 1980 – Wystawa Środowiska Wrocławskiego, Poznań,
- 1980 – Międzynarodowy Konkurs Ceramiki Artystycznej, Faenza,
- 1979 – Okręgowa Wystawa Prezentacje, Wrocław,
- 1978 – Artyści Środowiska Wrocławskiego, Lipsk,
- 1978 – Międzynarodowa Wystawa Sztuki Ceramicznej, Monte Carlo,
- 1977 – Okręgowa Wystawa Prezentacje, Wrocław,
- 1976 – Wystawa Sztuki Wrocławskiej – XXX-lecie ZPAP, Wrocław,
- 1974 – Okręgowa Wystawa Prezentacje, Wrocław,
- 1969 – Wystawa Sztuki Użytkowej, Wrocław,
- 1969 – Wystawa Polskiej Sztuki Użytkowej, Warszawa,
- 1969 – Okręgowa Wystawa Sztuki Użytkowej, Wrocław,
- 1968 – Wystawa Poplenerowa Rzeźby i Form Ceramicznych, Wrocław,
- 1967 – Wystawa Poplenerowa Rzeźby i Form Ceramicznych, Wrocław,
- 1966 – III Plener Dolnośląski, Wrocław[1][9].

## Nagrody i wyróżnienia
- 2001 – III nagroda, konkurs ceramiczny Związku Polskich Artystów Plastyków,
- 1999 – II nagroda, wystawa pokonkursowa Prace na papierze, malarstwo, gwasz, technika mieszana, towarzysząca Raportowi o Rozwoju Społecznym – Polska '99 pod auspicjami ONZ, Muzeum Ptaków Wilanów,
- 1967 – II nagroda zespołowa, Konkurs Rzeźbiarski Place Dolnego Śląska[1][10].